# 吉尔·沙汉姆
吉尔·沙汉姆（Gil Shaham，1971年2月19日—），美国小提琴家。 

## 生平
吉尔·沙汉姆出生于厄巴纳（伊利诺伊州），父母是在伊利诺伊大学访学的以色列科学家，两岁时随家人返回耶路撒冷。沙汉姆曾就读耶路撒冷音乐学院，师从萨穆埃尔·伯恩斯坦（Samuel Bernstein）。  
1981年，沙汉姆与亚历山大·施耐德指挥的耶路撒冷交响乐团合作，首次登台演出，同年与祖宾·梅塔指挥的以色列爱乐乐团合作。1982年，沙汉姆被茱莉亚音乐学院录取，师事多罗西·迪蕾和姜康。沙汉姆1986年首次到欧洲演出，参加了石荷州音乐节，1989年进入哥伦比亚大学学习。沙汉姆的职业生涯在1989年取得突破，临时代替生病的伊扎克·帕尔曼，在伦敦和迈克·提尔森·托马斯指挥的伦敦交响乐团合作了布鲁赫和西贝柳斯的小提琴协奏曲。 
沙汉姆曾获得1990年艾弗里·费舍职业大奖、1992年锡耶纳奇吉亚纳音乐学院奖、1999年格莱美奖（室内乐类，与安德烈·普列文共同获奖）等等。   
沙汉姆使用一把1699年制作的斯特拉迪瓦里名琴，他与纽约爱乐乐团、克利夫兰管弦乐团、柏林爱乐乐团等世界知名管弦乐团都有合作的经验。沙汉姆现居纽约，他的妻子是澳大利亚小提琴家阿黛尔·安东尼。